# Graz
Graz ([ˈɡʁaːt͡s]), históricamente conocida en español como Graetz, es una ciudad austriaca, capital del estado federado de Estiria (en alemán: Steiermark). Es la segunda ciudad más grande del país. Ciudad universitaria por excelencia, fue nombrada Capital Europea de la Cultura en el año 2003.

## Ubicación
Graz está situada a orillas del río Mura al sureste de Austria. Se encuentra a 189 kilómetros de Viena, la capital de país. Limita al norte con Gratkorn, Stattegg y Weinitzen; al este con Kainbach bei Graz, Hart bei Graz y Raaba; al sur con Gössendorf, Feldkirchen bei Graz, Seiersberg y Unterpremstätten, y al oeste con Attendorf y Thal.

## Historia

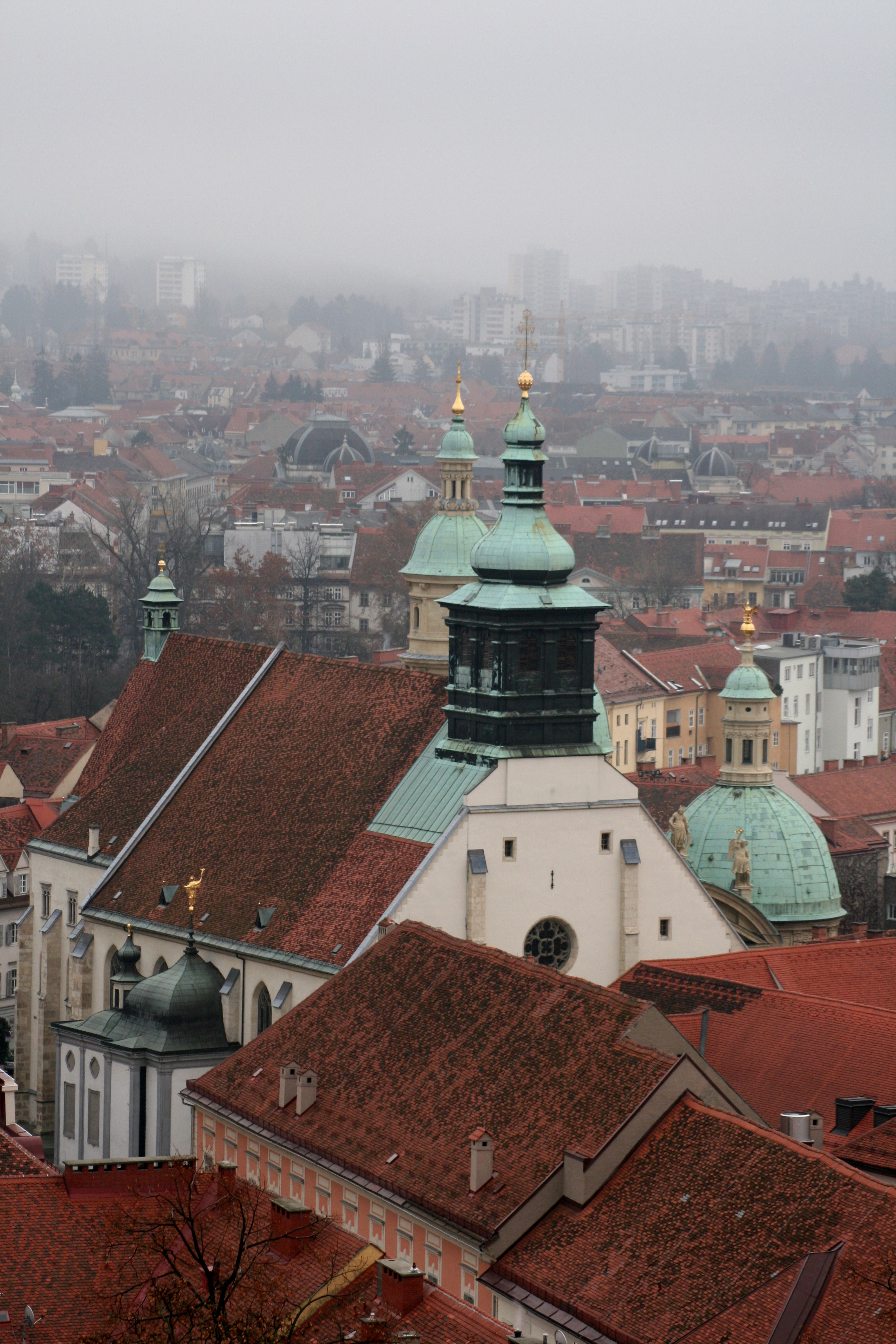
Catedral y mausoleo en Graz, Austria (visto desde Schlossberg).

### Primera referencia documentada
La primera mención de la ciudad apareció en un documento escrito por el margrave de Estiria Leopoldo I. En la actualidad no se dispone del original aunque existe una copia del siglo XV.

### Edad Media
El último representante de la dinastía Otakar fue Otakar IV de Estiria, margrave de Estiria y duque desde 1180. Otakar no tenía descendencia y había contraído la lepra. En el año 1186 Otakar se reunió con el duque Leopoldo V, de la Casa de Babenberg, en la localidad de Enns donde firmaron el Pacto de Georgenberger mediante el cual Otokar designaba a los Babenberg como sucesores.

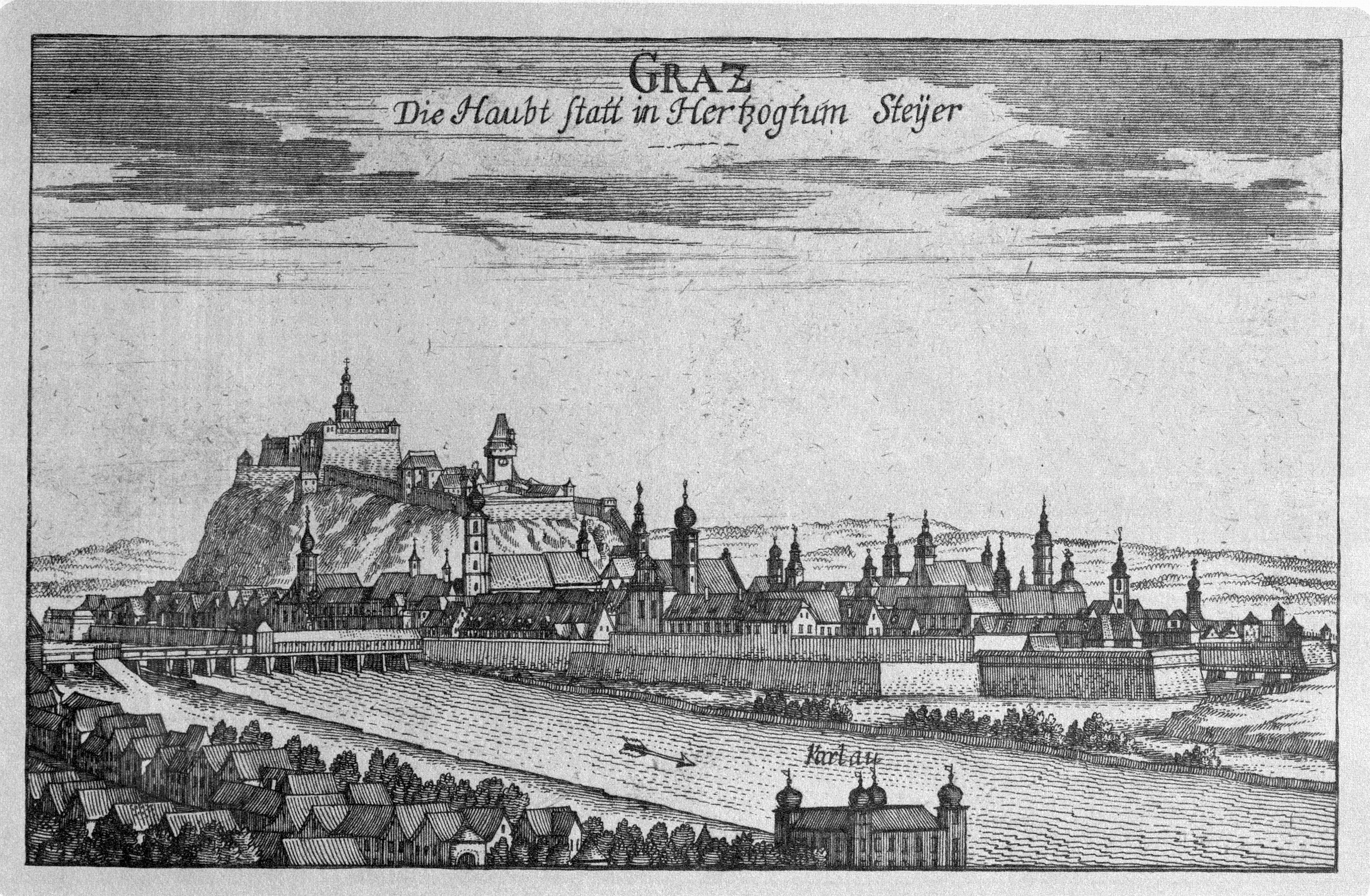
Graz, Georg Matthäus Vischer (1670).

En 1379 Graz se convierte en la residencia de los Habsburgo al ser nombrada capital de la Austria interna (en alemán Innerösterreich), territorio que comprendía Estiria, Carintia, Carniola y algunas posesiones en Italia. La estancia de la familia imperial se prolongó hasta 1619.

### Edad Contemporánea
El 10 de abril de 1797, las tropas francesas hicieron su entrada en Graz por primera vez. Dos días más tarde, Napoleón llegó a Graz, donde permaneció unos días hasta su marcha a Göss, cerca de Leoben. El 14 de noviembre de 1805, el ejército francés, al mando del general Marmont, invadió la ciudad por segunda vez. La ocupación finalizó el 11 de enero de 1806 con la retirada de las tropas galas. El 30 de mayo de 1809 se produjo la tercera incursión de la legión francesa, esta vez bajo las órdenes de MacDonald. El 4 de enero de 1810 los franceses abandonaron Graz definitivamente.
Durante la Segunda Guerra Mundial el 16 % de los edificios fueron destruidos y 1788 personas perdieron la vida como consecuencia de la ofensiva. El casco histórico no se vio afectado por los ataques, a excepción de la Tummelplatz. La estación central y las plantas industriales del sur y el oeste de la ciudad fueron los objetivos de los bombardeos.
En los años posteriores a la proclamación de la independencia del país en 1955, se produjeron muchos de los cambios que conformaron la imagen actual de la ciudad. En el plano cultural destaca la creación de varios festivales. En 1968 se celebró la primera edición del steirische herbst, el festival de arte contemporáneo más antiguo de Europa. En 1985 se inauguró el Styriarte, festival dedicado a la música clásica. Ambos festivales se celebran cada año y son de gran importancia para la capital de Estiria. La fisionomía de Graz va a experimentar sucesivas modificaciones y ampliaciones. Así pues, se construyeron nuevos puentes y en 1972 se abrió la primera zona peatonal. A finales de los años 1980 tiene lugar un importante crecimiento de la zona sureste. En 1988, Puntigam fue considerado como distrito independiente de Straßgang, quedando establecidos los diecisiete distritos en los que se divide Graz hoy en día.
En 1993 la ciudad recibió un premio de la organización ecologista Greenpeace. Ese mismo año organizó el Mes de la cultura europeo por encargo de la Unión Europea.

## Geografía

### Distritos
Graz se divide en 17 distritos:
- I. Innere Stadt
- II. St. Leonhard
- III. Geidorf
- IV. Lend
- V. Gries
- VI. Jakomini
- VII. Liebenau
- VIII. St. Peter
- IX. Waltendorf
- X. Ries
- XI. Mariatrost
- XII. Andritz
- XIII. Gösting
- XIV. Eggenberg
- XV. Wetzelsdorf
- XVI. Straßgang
- XVII. Puntigam

## Demografía
| Gráfica de evolución de Graz entre 1869 y 2019 |
|                                                |
| Bevölkerungsentwicklung                        |

### Género y edad
EL 51.97 % de las personas que viven en Graz son mujeres. El 18.14 % de los habitantes de Graz tiene menos de 20 años; el 64.58 %, tiene entre 20 y 65 años. El 17.27 % supera los 65 años de edad.

### Procedencia e idiomas
El 85 % de la población son ciudadanos austríacos. Un 5 % pertenece a países de la Unión Europea. El resto proviene de otros países de Europa y de otros continentes.
La mayoría de los ciudadanos extranjeros residentes en Graz proceden de los siguientes países:
| País                 | N.º personas |
| -------------------- | ------------ |
| Bosnia y Herzegovina | 4604         |
| Croacia              | 4260         |
| Alemania             | 3918         |
| Turquía              | 3801         |
| Rumanía              | 2651         |
| Rusia                | 1258         |

## Clima
| Parámetros climáticos promedio de Graz | Parámetros climáticos promedio de Graz | Parámetros climáticos promedio de Graz | Parámetros climáticos promedio de Graz | Parámetros climáticos promedio de Graz | Parámetros climáticos promedio de Graz | Parámetros climáticos promedio de Graz | Parámetros climáticos promedio de Graz | Parámetros climáticos promedio de Graz | Parámetros climáticos promedio de Graz | Parámetros climáticos promedio de Graz | Parámetros climáticos promedio de Graz | Parámetros climáticos promedio de Graz | Parámetros climáticos promedio de Graz |
| Mes                                    | Ene.                                   | Feb.                                   | Mar.                                   | Abr.                                   | May.                                   | Jun.                                   | Jul.                                   | Ago.                                   | Sep.                                   | Oct.                                   | Nov.                                   | Dic.                                   | Anual                                  |
| -------------------------------------- | -------------------------------------- | -------------------------------------- | -------------------------------------- | -------------------------------------- | -------------------------------------- | -------------------------------------- | -------------------------------------- | -------------------------------------- | -------------------------------------- | -------------------------------------- | -------------------------------------- | -------------------------------------- | -------------------------------------- |
| Temp. máx. media (°C)                  | 2.8                                    | 5.8                                    | 10.7                                   | 15.3                                   | 20.5                                   | 23.4                                   | 25.3                                   | 24.7                                   | 20.4                                   | 14.6                                   | 7.7                                    | 3.6                                    | 14.6                                   |
| Temp. media (°C)                       | -1.0                                   | 1.0                                    | 5.1                                    | 9.6                                    | 14.6                                   | 17.7                                   | 19.5                                   | 18.9                                   | 14.7                                   | 9.4                                    | 3.7                                    | 0.1                                    | 9.4                                    |
| Temp. mín. media (°C)                  | -3.8                                   | -2.9                                   | 1.0                                    | 4.9                                    | 9.5                                    | 12.7                                   | 14.7                                   | 14.3                                   | 10.6                                   | 5.9                                    | 0.9                                    | -2.3                                   | 5.5                                    |
| Precipitación total (mm)               | 23.9                                   | 30.4                                   | 44.1                                   | 49.0                                   | 86.0                                   | 117.8                                  | 125.1                                  | 113.0                                  | 81.1                                   | 61.7                                   | 51.9                                   | 34.9                                   | 818.9                                  |
| Días de precipitaciones (≥ 0.1)        | 4.8                                    | 4.8                                    | 6.6                                    | 7.9                                    | 10.6                                   | 11.5                                   | 10.7                                   | 9.7                                    | 7.5                                    | 6.3                                    | 6.5                                    | 5.2                                    | 92.1                                   |
| Horas de sol                           | 90.4                                   | 117.8                                  | 145.7                                  | 166.4                                  | 210.0                                  | 213.0                                  | 234.4                                  | 226.9                                  | 174.0                                  | 139.6                                  | 93.0                                   | 78.8                                   | 1890.0                                 |
| Fuente: Climatedata.eu                 |                                        |                                        |                                        |                                        |                                        |                                        |                                        |                                        |                                        |                                        |                                        |                                        |                                        |

## Política

### Lista de alcaldes de la ciudad
| Lista de alcaldes de Graz desde 1784 hasta 2003 |                                                   |
| Nombre                                          | Periodo                                           |
| Ambros Knabl                                    | 15 de noviembre de 1784 - 23 de diciembre de 1788 |
| Johann Edler von Berscheny                      | 24 de diciembre de 1788 - 28 de abril de 1791     |
| Franz Kaspar Edler von Heilinger                | 29 de abril de 1791 - 27 de marzo de 1795         |
| Michael Steffn                                  | 28 de marzo de 1795 - 15 de diciembre de 1799     |
| Franz de Paula Edler von Dirnpöck               | 16 de diciembre de 1799 - 31 de enero de 1810     |
| Franz Wiesenauer                                | 1 de febrero de 1810 - 22 de mayo de 1827         |
| Franz X. Nippel                                 | 23 de mayo de 1827 - 25 de noviembre de 1829      |
| Constantin Villefort                            | 15 de enero de 1830 - 10 de octubre de 1836       |
| Anton Pfalzer                                   | 1836 - 1837                                       |
| Josef Valentin Maurer                           | 1837 - 1843                                       |
| Andreas Hüttenbrenner                           | 1844 - 2 de septiembre de 1850                    |
| Johann von Ulm                                  | 27 de septiembre de 1850 - 16 de abril de 1861    |
| Moritz Ritter von Franck                        | 17 de abril de 1861 - 22 de mayo de 1864          |
| Albin Alber                                     | 23 de mayo de 1864 - 18 de noviembre de 1867      |
| Moritz Ritter von Franck                        | 19 de noviembre de 1867 - 1 de mayo de 1870       |
| Moritz Ritter von Schreiner                     | 2 de mayo de 1870 - 29 de abril de 1873           |
| Wilhelm Kienzl                                  | 30 de abril de 1873 - 5 de mayo de 1885           |
| Ferdinand Portugal                              | 6 de mayo de 1885 - 2 de mayo de 1897             |
| Franz Graf                                      | 6 de mayo de 1897 - 28 de mayo de 1898            |
| Heinrich Freiherr von Hammer-Purgstall          | 29 de mayo de 1898 - 24 de octubre de 1898        |
| Franz Graf                                      | 25 de octubre de 1898 - 9 de enero de 1905        |
| Franz Graf                                      | 23 de enero de 1905 - 25 de abril de 1912         |
| Anton Unterrain von Meysing                     | 26 de abril de 1912 - 3 de noviembre de 1912      |
| Robert von Fleischhacker                        | 4 de noviembre de 1912 - 17 de junio de 1914      |
| Anton Unterrain von Meysing                     | 15 de junio de 1914 - 12 de diciembre de 1917     |
| Adolf Fizia                                     | 12 de diciembre de 1917 - 13 de junio de 1919     |
| Vinzenz Muchitsch                               | 14 de junio de 1919 - 12 de febrero de 1934       |
| Hans Schmid                                     | 24 de febrero de 1934 - 12 de marzo de 1938       |
| Julius Kaspar                                   | 12 de marzo de 1938 - 7 de mayo de 1945           |
| Engelbert Rückl                                 | 8 de mayo de 1945 - 16 de mayo de 1945            |
| Eduard Speck                                    | 16 de mayo de 1945 - 31 de enero de 1960          |
| Gustav Scherbaum                                | 9 de febrero de 1960 - 24 de abril de 1973        |
| Alexander Götz                                  | 24 de abril de 1973 - 21 de marzo de 1983         |
| Franz Hasiba                                    | 21 de marzo de 1983 - 10 de enero de 1985         |
| Alfred Stingl                                   | 10 de enero de 1985 - 27 de marzo de 2003         |
| Siegfried Nagl                                  | desde el 27 de marzo de 2003                      |

## Lugares de interés

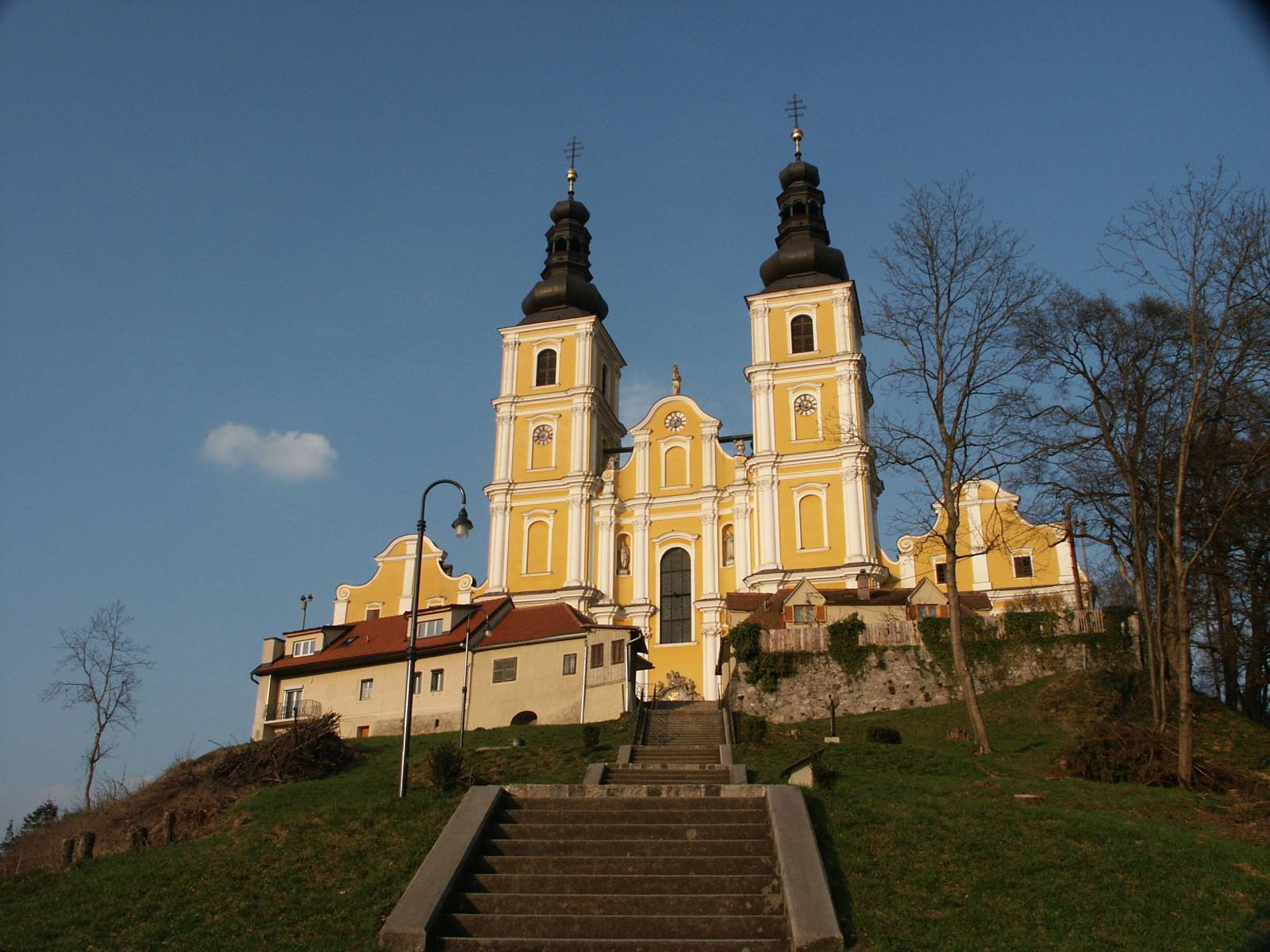
Basílica de Mariatrost.

### Casco histórico
El casco antiguo de Graz fue declarado Patrimonio de la Humanidad por la Unesco en 1999.
- A orillas del río Mur se encuentra una colina llamada Schlossberg, que tiene una altura de 475 metros. Hace más de 1000 años se construyó un castillo que dio el nombre a la ciudad (que se deriva de la palabra eslovena gradec, que significa "pequeño castillo"). Desde el año 1125 la colina albergó una impresionante fortaleza. En 1809 Napoleón ordenó destruirla. En dicha colina se edificó en 1560 la Torre del reloj, uno de los símbolos de la ciudad.
- Entre las diferentes calles que forman parte del distrito Innere Stadt destaca la calle Sporgasse. La calle es más antigua que la ciudad ya que fueron los romanos los primeros que trazaron una vía que iba desde el valle del río Mur hasta la ciudad romana de Savaria (actual Szombately, en Hungría). Los artesanos que trabajaban en esta calle son los que dieron el nombre a la calle. En la actualidad, la Sporgasse es una calle dedicada al comercio.

### Periferia

#### Castillos y palacios

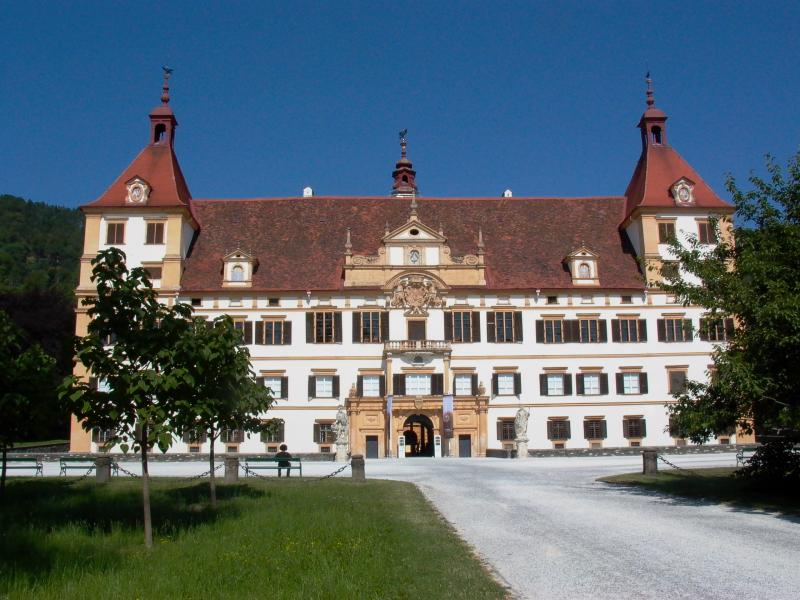
Castillo de Eggenberg.

Los monumentos más visitados se encuentran fuera del casco histórico. El más destacado es el castillo o palacio de Eggenberg (Schloss Eggenberg), al oeste de la ciudad. Este lugar es visitado anualmente por más de un millón de personas. De estilo barroco, es el palacio más importante de Estiria. Fue construido en el siglo XVII siguiendo los planos de Giovanni Pietro de Pomis, quien se inspiró en el Monasterio de El Escorial para diseñar el castillo. Fue propiedad de la familia Eggenberg. En la segunda mitad del siglo XVIII, los condes de Herberstein transformaron el antiguo teatro en una iglesia de estilo barroco. El interior está decorado con pinturas del pintor Hans Adam Weissenkircher. En las paredes se pueden ver los signos del zodiaco. Cuenta con 365 ventanas como símbolo de los días del año.
No lejos de allí se encuentra las ruinas del castillo de Gösting. Este castillo controlaba el valle del río Mur, al norte de Graz. En 1723 un rayo destrozó el castillo, que no volvió a ser reconstruido. En su lugar, los condes de Attems mandaron construir, al pie de la montaña, el castillo de Neugösting, el cual se convirtió en residencia de la familia.
Buena parte de las iglesias se sitúan fuera del casco urbano. Entre ellas destaca la iglesia del Sagrado Corazón. Esta iglesia es la más grande de Graz. Otras iglesias relevantes son la iglesia de San Leonardo y la iglesia de Marigrün. Al noreste de la ciudad se puede visitar la Basílica de Mariatrost, perteneciente al distrito del mismo nombre, uno de los lugares de peregrinación más importantes de Estiria.

## Cultura
Graz ha sido y es referente cultural. En 1993 organizó el Mes cultural europeo. Años más tarde, en 1999, la UNESCO incluyó el casco histórico en su lista de Patrimonio de la Humanidad. En el 2003 la ciudad fue Capital Europea de la Cultura.

### Museos
La ciudad ofrece una amplia variedad de exposiciones.
Destacan:
- Museo provincial Joanneum: es uno de los más antiguos e importantes de Austria.Su colección incluye objetos de diversas áreas como la Mineralogía, Botánica, la Geología, la Paleontología o la Zoología.
- Kunsthaus Graz: museo de arte contemporáneo que fue construido en 2003.
- Museo de la percepción
- Museo Johann Puch: posee una colección de más de 500 coches antiguos de la antigua fábrica Puch.
- Museo diocesano
- Museo aeronáutico
- Museo del juguete
- Museo del crimen: En 1912 Hans Gross abrió el primer instituto criminológico del mundo. Su afán por desarrollar la disciplina de la criminología le llevó a clasificar una gran cantidad de objetos en 32 categorías diferentes. Muchos de estos objetos están expuestos en este museo tan peculiar.

### Organización de eventos

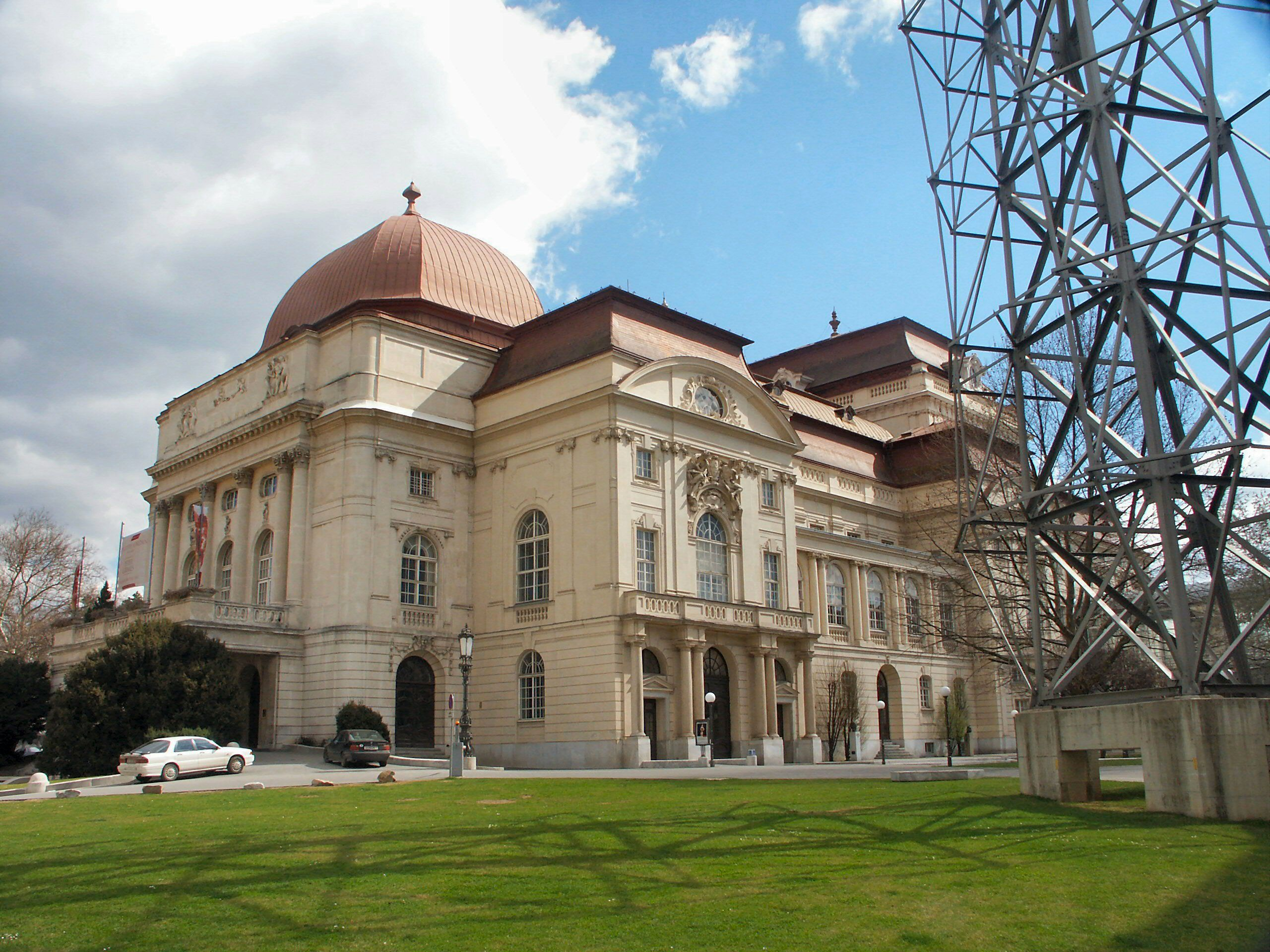
Ópera de Graz

Existen varios espacios en los que se celebran eventos culturales. Los más importantes son la Stadthalle Graz, con una capacidad para 11.030 espectadores; el Stefaniensaal; el Pabellón Helmut List, donde pueden congregarse hasta 2400; o la Seifenfabrik (en español, "fábrica de jabones"), que cuenta con casi 2000 m² y que debe su nombre a una antigua fábrica de jabones que se encontraba en el mismo lugar.
Las obras teatrales y musicales tienen cabida en teatros como la Ópera de Graz, el Schauspielhaus o el Orpheum.

### Música
Entre 2004 y 2005, las bandas Shiver y Rising Girl, cuyos componentes procedían de Graz, obtuvieron notables éxitos en el panorama musical austriaco.
Otras bandas oriundas de la capital de Estiria son Jerx, Cuvée, Rosso, Antimaniax, The Base, The Staggers, Red Lights Flash, Lamexcuse y like elliot.
En 2002 se formó la orquesta recreation, con antiguos miembros de la Orquesta Sinfónica de Graz.

### Deportes
El SK Sturm Graz es el principal equipo de la ciudad. 
En Graz se celebró el Campeonato Europeo de Patinaje Artístico sobre Hielo de 2020.

## Economía
En el año 2003, trabajaban un total de 184 135 personas en la ciudad de Graz. Alrededor del 74 % de ellos lo hacía en el sector servicios. En ese mismo año se crearon 996 nuevas empresas. Cerca de 55 000 trabajadores residen fuera de la ciudad.
Desde 1906 tiene lugar cada año la Feria de otoño (Herbstmesse) en el Messcenter de Graz.

### Empresas
Muchas empresas austríacas tienen su sede central en Graz. Entre ellas destacan:
- Andritz AG: se trata de una multinacional líder en la construcción de instalaciones industriales.
- Kastner & Öhler: es una cadena de grandes almacenes.
- Rail Transport Service: empresa privada de ferrocarriles
- Styria Medien AG: dedicada a los medios de comunicación. Es la tercera empresa más grande del país.
- AVL: empresa consultora de ingeniería centrada en el desarrollo de "Powertrain" (motores y transmisiones) para automoción.
- SSI Shaefer: Logistic provider.

Knapp : Logistic supplier.
En la capital de Estiria, también se han establecido varias empresas internacionales, como por ejemplo:
- Daimler AG
- Heineken
- Hoffmann-La Roche
- Infineon
- Siemens AG
- T-Mobile

## Educación

### Universidades
Graz cuenta con 4 universidades que reúnen a cerca de 40 000 estudiantes. Es la segunda ciudad universitaria más importante de Austria después de Viena. Uno de cada 7 habitantes de Graz estudia.

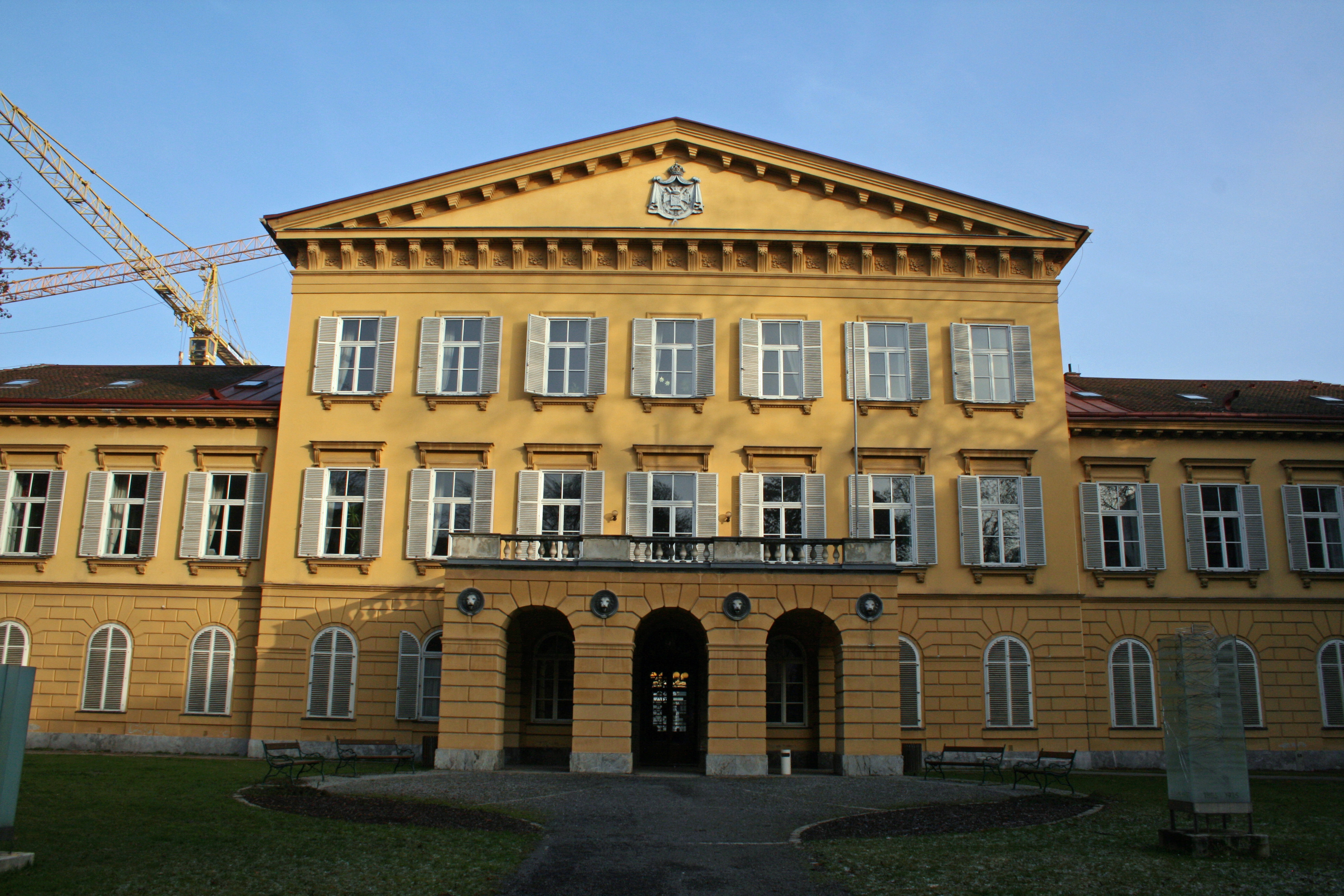
Universidad de Música y Arte Dramático de Graz

- Universidad Karl Franzens (en alemán Karl-Franzens Universität): Fundada en 1585, es la segunda universidad austríaca más antigua y la segunda más importante del país. Alrededor de 21 000 alumnos estudian en esa universidad.
- Universidad Técnica (en alemán Technische Universität): Con 7 facultades y unos 9000 estudiantes.
- Universidad Médica (en alemán Medizinischen Universität): Cuenta con más de 5000 alumnos.
- Universidad de Música y Arte Dramático (en alemán Universität für Musik und darstellende Kunst): Tiene unos 2000 estudiantes.

Graz cuenta con el centro politécnico más grande de Austria.
- Universidad de ciencias aplicadas Joanneum: es la segunda universidad politécnica más grande de Austria, con 3.400 estudiantes.
- Universidad de ciencias aplicadas Campus02: con unos 1000 estudiantes.

### Bibliotecas
Las bibliotecas más importantes son la Steiermärkische Landesbibliothek y la Universitätsbibliothek Graz con más de 3 millones de ejemplares.

## Infraestructuras

### Ferrocarril
Desde su estación central (Graz Hauptbahnhof), cuenta con conexiones hacia las principales ciudades austríacas y destinos europeos, además de servicios locales mediante una red de líneas de proximidad S-Bahn.

### Recogida de basuras
Desde 1984 la empresa AEVG es la encargada de recoger las residuos de Graz. Anualmente se recogen cerca de 135 000 toneladas de basura, de las cuales 20 000 van a parar al vertedero. Este servicio cuenta con el sello de calidad del EMAS.

### Sanidad
La ciudad cuenta con 7 hospitales, 10 clínicas y 44 farmacias.

### Autobuses
En Graz hay 26 líneas regulares de autobús y 8 líneas nocturnas que circulan durante los fines de semana y días festivos de 0:00 a 3:00.

### Tranvías
La red de tranvías de la ciudad cuenta con 6 líneas regulares, las cuales conectan el centro de la ciudad con los distritos del extrarradio. Algunas líneas sólo operan durante las tardes o los fines de semana.
La red de tranvías tiene una extensión de 66,4 kilómetros en los que se distribuyen 165 paradas a una distancia media de 361 metros.
| Líneas de tranvías (2008) | Líneas de tranvías (2008)  | Líneas de tranvías (2008) | Líneas de tranvías (2008)          |
| Número                    | Terminales                 | Extensión                 | Observaciones                      |
| ------------------------- | -------------------------- | ------------------------- | ---------------------------------- |
| 1                         | Eggenberg – Mariatrost     | 11,2 km                   |                                    |
| 3                         | Hautpahnhof – Krenngasse   | 3,9 km                    | Servicio hasta las 20:00           |
| 4                         | Andritz – Liebenau         | 8,8 km                    | Servicio hasta las 20:00           |
| 5                         | Andritz – Puntigam         | 10,1 km                   |                                    |
| 6                         | Hauptbahnhof – St. Peter   | 6,4 km                    | Servicio hasta las 20:00           |
| 7                         | Wetzelsdorf – St. Leonhard | 7,7 km                    |                                    |
| 12                        | Andritz – St. Leonhard     | 7,1 km                    | Servicio durante tardes y domingos |
| 13                        | Krenngasse – Liebenau      | 5,8 km                    | Servicio durante tardes y domingos |
| 26                        | Jakominiplatz – St. Peter  | 4,1 km                    | Servicio durante tardes y domingos |

En las paradas de la estación central (líneas 3 y 6), de la estación del este (línea 4) y la estación de Puntigam (línea 5) se puede acceder directamente a los trenes de la ÖBB, la mayor empresa ferroviaria de Austria.

### Aeropuerto
Al sur de la ciudad, a unos 10 kilómetros del centro se encuentra el aeropuerto de Graz. Es el tercer aeropuerto más grande de Austria. En el año 2007 el aeropuerto recibió a 948.000 pasajeros. Sus destinos son tanto nacionales como internacionales (dentro del ámbito europeo). En el aeropuerto se ubica el Museo aeronáutico austriaco, construido en 1981.

## Personas destacadas
Karl Böhm, director de orquesta.

## Ciudades hermanadas
- Coventry, Reino Unido, desde 1948
- Montclair, Nueva Jersey, Estados Unidos, desde 1950
- Groninga, Países Bajos, desde 1965
- Darmstadt, Alemania, desde 1968
- Trondheim, Noruega, desde 1968
- Pula, Croacia, desde 1972
- Trieste, Italia, desde 1973
- Maribor, Eslovenia, desde 1987
- Pécs, Hungría, desde 1989
- Dubrovnik, Croacia, desde 1994
- Banja Luka, Bosnia Herzegovina desde 2006

| Predecesor: Brujas Salamanca | Capital Europea de la Cultura 2003 | Sucesor: Génova Lille |